# ヒーロー (エンリケ・イグレシアスの曲)
「ヒーロー」 (Hero) は、スペイン出身で、アメリカ合衆国在住の男性歌手のエンリケ・イグレシアスの楽曲。

## 概要
この楽曲は、彼の5枚目のスタジオ・アルバムである『エスケイプ』に収録された曲で、同アルバムから最初のシングルとして2001年9月3日にリリースされた。各国の週間シングルチャートでは、全英シングルチャートやオーストラリア、アイルランド、スイスなどで1位を記録した。
リリースから一週間後にはアメリカ同時多発テロ事件が発生したが、テレビやラジオではこの曲が復興のシンボルとして頻繁に流された。
日本では関西テレビ・フジテレビ系火曜22時ドラマ『恋するトップレディ』の主題歌として起用された。